# Gouvernement Leone II
 (septembre 2023).
Si vous disposez d'ouvrages ou d'articles de référence ou si vous connaissez des sites web de qualité traitant du thème abordé ici, merci de compléter l'article en donnant les références utiles à sa vérifiabilité et en les liant à la section « Notes et références ».
République italienne
Moro III Rumor I
Le deuxième gouvernement de Giovanni Leone, le vingt-et-deuxième de la République italienne, est entré en fonctions le 24 juin 1968, succédant au troisième gouvernement d'Aldo Moro. Il est resté en fonctions jusqu'au 12 décembre 1968, soit cinq mois et dix-huit jours. Il a été remplacé par premier gouvernement de Mariano Rumor.

## Composition
| Poste                                                                                          | Titulaire | Titulaire                 | Parti |
| ---------------------------------------------------------------------------------------------- | --------- | ------------------------- | ----- |
| Président du Conseil des ministres                                                             |           | Giovanni Leone            | DC    |
| Secrétaire d'État à la présidence du Conseil des ministres Secrétaire du Conseil des ministres |           | Luigi Michele Galli       | DC    |
| Ministres sans portefeuille                                                                    |           |                           |       |
| Ministre pour les Interventions extraordinaires pour le Mezzogiorno et les Zones en crise      |           | Italo Giulio Caiati       | DC    |
| Ministre pour les Relations entre le gouvernement et le Parlement                              |           | Crescenzo Mazza           | DC    |
| Ministre pour la Réforme de l'Administration publique                                          |           | Tiziano Tessitori         | DC    |
| Ministres                                                                                      |           |                           |       |
| Ministre des Affaires étrangères                                                               |           | Giuseppe Medici           | DC    |
| Ministre de l'Intérieur                                                                        |           | Franco Restivo            | DC    |
| Ministre des Grâces et de la Justice                                                           |           | Guido Gonella             | DC    |
| Ministre du Budget et de la Programmation économique                                           |           | Emilio Colombo (intérim)  | DC    |
| Ministre des Finances                                                                          |           | Mario Ferrari Aggradi     | DC    |
| Ministre du Trésor                                                                             |           | Emilio Colombo            | DC    |
| Ministre de la Défense                                                                         |           | Luigi Gui                 | DC    |
| Ministre de l'Instruction publique                                                             |           | Giovanni Battista Scaglia | DC    |
| Ministre des Travaux publics                                                                   |           | Lorenzo Natali            | DC    |
| Ministre de l'Agriculture et des Forêts                                                        |           | Giacomo Sedati            | DC    |
| Ministre des Transports et de l'Aviation civile                                                |           | Oscar Luigi Scalfaro      | DC    |
| Ministre des Postes et des Télécommunications                                                  |           | Angelo De Luca            | DC    |
| Ministre de l'Industrie, du Commerce et de l'Artisanat                                         |           | Giulio Andreotti          | DC    |
| Ministre de la Santé                                                                           |           | Ennio Zelioli-Lanzini     | DC    |
| Ministre du Commerce extérieur                                                                 |           | Carlo Russo               | DC    |
| Ministre de la Marine marchande                                                                |           | Giovanni Spagnolli        | DC    |
| Ministre des Participations d'État                                                             |           | Giorgio Bo                | DC    |
| Ministre du Travail et de la Sécurité sociale                                                  |           | Giacinto Bosco            | DC    |
| Ministre du Tourisme et du Diverstissement                                                     |           | Domenico Magrì            | DC    |